# 謝爾貝格峰
72°56′S 3°45′W / 72.933°S 3.750°W
謝爾貝格峰是南極洲的山峰，位於東部南極洲的毛德皇后地，處於里溫根峰以西7公里，屬於博格地塊的一部分，由挪威的製圖師根據測量和空中照片繪入地圖。